# Grand Prix de Ouest-France 2007
Il Grand Prix de Ouest-France 2007, settantunesima edizione della corsa e valida come ventiduesimo evento dell'UCI ProTour 2007, si svolse il 2 settembre 2007 su un percorso totale di 210,1 km. Fu vinta dal francese Thomas Voeckler che ha terminato la gara in 5h32'47" alla media di 37.881 km/h.
Al traguardo 131 ciclisti portarono a termine la gara.

## Squadre partecipanti
| N.      | Cod. | Squadra                      |
| ------- | ---- | ---------------------------- |
| 1-8     | LIQ  | Liquigas                     |
| 11-18   | A2R  | AG2R Prévoyance              |
| 21-28   | SDV  | Saunier Duval-Prodir         |
| 31-38   | FDJ  | Française des Jeux           |
| 41-48   | LAM  | Lampre-Fondital              |
| 51-58   | AST  | Astana Team                  |
| 61-68   | LAN  | Landbouwkrediet-Tönissteiner |
| 71-78   | RAB  | Rabobank                     |
| 81-88   | CSC  | Team CSC                     |
| 91-98   | EUS  | Euskaltel-Euskadi            |
| 101-108 | DSC  | Discovery Channel            |
| 111-118 | PRL  | Predictor-Lotto              |

| N.      | Cod. | Squadra                          |
| ------- | ---- | -------------------------------- |
| 121-128 | GST  | Gerolsteiner                     |
| 131-138 | GCE  | Caisse d'Epargne                 |
| 141-148 | TMO  | T-Mobile Team                    |
| 151-158 | C.A  | Crédit Agricole                  |
| 161-168 | COF  | Cofidis, le Crédit par Téléphone |
| 171-178 | MRM  | Team Milram                      |
| 181-188 | QSI  | Quick Step-Innergetic            |
| 191-198 | BTL  | Bouygues Télécom                 |
| 201-208 | AGR  | Agritubel                        |
| 211-218 | UNI  | Unibet.com                       |
| 221-228 | TSL  | Slipstream-Chipotle              |

## Ordine d'arrivo (Top 10)
| Pos. | Corridore          | Squadra         | Tempo    |
| ---- | ------------------ | --------------- | -------- |
| 1    | Thomas Voeckler    | Bouygues Tél.   | 5h32'47" |
| 2    | Thor Hushovd       | Crédit Agricole | a 2"     |
| 3    | Danilo Di Luca     | Liquigas        | s.t.     |
| 4    | Filippo Pozzato    | Liquigas        | s.t.     |
| 5    | Steven de Jongh    | Quick Step      | s.t.     |
| 6    | Matthieu Sprick    | Bouygues Tél.   | s.t.     |
| 7    | Rinaldo Nocentini  | AG2R Prév.      | s.t.     |
| 8    | Carlo Scognamiglio | Milram          | s.t.     |
| 9    | Manuele Mori       | Saunier Duval   | s.t.     |
| 10   | Arnaud Gérard      | F. des Jeux     | s.t.     |